# 迪布瓦德斯科格峰
79°19′S 86°21′W / 79.317°S 86.350°W
迪布瓦德斯科格峰（英語：Dybvadskog Peak）是南極洲的山峰，位於埃爾斯沃思地，海拔高度2,180米，屬於埃爾斯沃思山脈中赫里蒂奇嶺的一部分，美國地質調查局根據測量和美國海軍拍攝的空中照片繪入地圖，現時由南極條約體系管理。